# Iwan Jaworski
Iwan Jaworski herbu Sas (ur. 1856, zm. 1930) – ukraiński działacz społeczny w Galicji, kapłan greckokatolicki.
Był posłem Sejmu Krajowego Galicji X kadencji, zajmował się szczególnie sprawą ukraińskiego szkolnictwa, organizował strajki chłopskie w 1902. W latach 1918–1919 był członkiem Ukraińskiej Rady Narodowej.

## Literatura
- Stanisław Grodziski – "Sejm Krajowy Galicyjski 1861-1914", Wydawnictwo Sejmowe, Warszawa 1993, ISBN 83-7059-052-7